# Athlétisme aux Goodwill Games de 1994
Navigation
Seattle 1990 New York 1998
Les épreuves d'athlétisme des Goodwill Games de 1994 ont eu lieu en juillet, à Saint-Pétersbourg en Russie.

## Résultats

### Hommes
| 100 m | Dennis Mitchell 10 s 07                                                            | Leroy Burrell 10 s 11                                                    | Jon Drummond 10 s 12                                                             |
| 200 m | Michael Johnson 20 s 10 CR                                                         | Frankie Fredericks 20 s 17                                               | John Regis 20 s 31                                                               |
| 400 m | Quincy Watts 45 s 21                                                               | Du'aine Ladejo 45 s 21                                                   | Derek Mills 45 s 29                                                              |
| 800 m | Andreï Loguinov 1 min 46 s 65                                                      | Stanley Redwine 1 min 46 s 84                                            | Paul Ruto 1 min 47 s 01                                                          |
| Mile | Noureddine Morceli 3 min 48 s 67 CR                                                | Abdi Bile 3 min 52 s 28                                                  | Steve Holman 3 min 52 s 77                                                       |
| 5 000 m | Moses Kiptanui 13 min 10 s 76 CR                                                   | Paul Bitok 13 min 24 s 41                                                | Jon Brown 13 min 24 s 79                                                         |
| 10 000 m | Hammou Boutayeb 28 min 10 s 89                                                     | Oleg Strizhakov 28 min 27 s 69                                           | Kipyego Kororia 28 min 28 s 56                                                   |
| 110 m haies | Colin Jackson 13 s 29                                                              | Tony Jarrett 13 s 33                                                     | Emilio Valle 13 s 35                                                             |
| 400 m haies | Derrick Adkins 47 s 86 CR                                                          | Samuel Matete 47 s 98                                                    | Winthrop Graham 49 s 13                                                          |
| 3000 m steeple | Marc Davis 8 min 14 s 30 CR                                                        | Mark Croghan 8 min 21 s 85                                               | Joseph Keter 8 min 23 s 13                                                       |
| 4 × 100 m | États-Unis Mike Marsh Leroy Burrell Sam Jefferson Carl Lewis 38 s 30               | Cuba Andrés Simón Joel Lamela Iván García Leonardo Prevost 38 s 76       | Russie Andrey Fedoriv Aleksandr Porkhomovsky Oleg Fatun Andrei Grigoryev 38 s 92 |
| 4 × 400 m | États-Unis Derek Mills Andrew Valmon Jason Rouser Michael Johnson 2 min 59 s 42 CR | Cuba Omar Mena Iván García Jorge Crusellas Norberto Téllez 3 min 01 s 87 | Russie Dmitriy Golovastov Mikhail Vdovin Dmitry Bei Dmitry Kosov 3 min 02 s 70   |
| 20 000 m marche | Bernardo Segura 1 h 23 min 28 s 88                                                 | Ruslan Shafikov 1 h 23 min 28 s 90                                       | Jiao Baozhong 1 h 24 min 07 s 60                                                 |
| Saut en hauteur | Javier Sotomayor 2,40 m CR                                                         | Hollis Conway 2,28 m                                                     | Leonid Pumalainen 2,28 m                                                         |
| Saut à la perche | Igor Trandenkov 5,90 m                                                             | Maksim Tarasov 5,80 m                                                    | Sergueï Bubka 5,70 m                                                             |
| Saut en longueur | Mike Powell 8,45 m (w)                                                             | Erick Walder 8,39 m                                                      | Kareem Streete-Thompson 8,29 m                                                   |
| Triple saut | Kenny Harrison 17,43 m                                                             | Mike Conley 17,25 m                                                      | Oleg Sakirkin 17,05 m                                                            |
| Lancer du poids | C.J. Hunter 20,35 m                                                                | Randy Barnes 20,22 m                                                     | Sergey Nikolayev 20,11 m                                                         |
| Lancer du disque | Dmitri Chevtchenko 64,68 m                                                         | Sergey Lyakhov 62,22 m                                                   | Attila Horváth 61,70 m                                                           |
| Lancer du marteau | Lance Deal 80,20 m                                                                 | Vasiliy Sidorenko 80,12 m                                                | Youri Sedykh 77,24 m                                                             |
| Lancer du javelot | Andrey Shevchuk 82,90 m                                                            | Mārcis Štrobinders 80,92 m                                               | Yuriy Rybin 80,38 m                                                              |
| Décathlon | Dan O'Brien 8 715 pts CR                                                           | Steve Fritz 8 177 pts                                                    | Kip Janvrin 7 908 pts                                                            |
| Records et Performances - AR : Record continental (area record) - CR : Record des championnats (championship record) - MR : Record du meeting (meet record) - NR : Record national (national record) - OR : Record olympique (olympic record) - PR : Record paralympique (paralympic record) - PB : Record personnel (personal best) - SB : Meilleure performance personnelle de la saison (season's best) - WL : Meilleure performance mondiale de l'année (world leader) - WJR : Record du monde junior (world junior record) - WR : Record du monde (world record) Circonstances et Conditions - DNF : N'a pas terminé (did not finish) - DNS : N'a pas pris le départ (did not start) - DQ : Disqualification (disqualification) - NM : Aucun essai valable enregistré (No Mark) - Q : Qualifié « directement » au prochain tour (ou à la prochaine compétition), lors d'une compétition majeure, grâce au classement ou à la réalisation des minima (automatic qualifier) - q : Qualifié au prochain tour (ou à la prochaine compétition), lors d'une compétition majeure, grâce au repêchage ou à la réalisation de l'une des meilleures performances parmi celles des « non qualifiés directement » (grâce au meilleur temps ou à la meilleure distance par exemple) (secondary qualifier) |                                                                                    |                                                                          |                                                                                  |

### Femmes
| 100 m | Gwen Torrence 10 s 95                                                                    | Irina Privalova 10 s 98                                                                | Juliet Cuthbert 11 s 12                                                             |
| 200 m | Gwen Torrence 22 s 09 CR                                                                 | Irina Privalova 22 s 23                                                                | Carlette Guidry 22 s 42                                                             |
| 400 m | Jearl Miles 50 s 60                                                                      | Maicel Malone 50 s 60                                                                  | Natasha Kaiser-Brown 50 s 73                                                        |
| 800 m | Maria Mutola 1 min 57 s 63                                                               | Lyudmila Rogachova 1 min 58 s 43                                                       | Irina Samorokova 1 min 59 s 07                                                      |
| 1 500 m | Yekaterina Podkopayeva 4 min 04 s 92 CR                                                  | Sonia O'Sullivan 4 min 04 s 97                                                         | Lyudmila Rogachova 4 min 05 s 00                                                    |
| 3 000 m | Yelena Romanova 8 min 41 s 06                                                            | Fernanda Ribeiro 8 min 42 s 13                                                         | Annette Peters 8 min 43 s 65                                                        |
| 5 000 m | Yelena Romanova 15 min 28 s 69                                                           | Tatyana Pentukova 15 min 30 s 15                                                       | Gitte Karlshøj 15 min 33 s 88                                                       |
| 10 000 m | Tegla Loroupe 31 min 52 s 39 CR                                                          | Klara Kashapova 32 min 05 s 42                                                         | Gwyn Coogan 32 min 08 s 77                                                          |
| 100 m haies (Vent : 3,8 m/s) | Brigita Bukovec 12 s 83 (w)                                                              | Aliuska López 12 s 88 (w)                                                              | Marina Azyabina 12 s 99 (w)                                                         |
| 400 m haies | Sally Gunnell 53 s 51 CR                                                                 | Kim Batten 54 s 22                                                                     | Anna Knoroz 54 s 67                                                                 |
| 2 000 m steeple | Marina Pluzhnikova 6 min 11 s 84 CR WR                                                   | Svetlana Pospelova 6 min 25 s 19                                                       | Lyudmila Kuropatkina 6 min 26 s 76                                                  |
| 4 × 100 m | États-Unis Cheryl Taplin Dannette Young Michelle Collins Gwen Torrence 42 s 98           | Cuba Miriam Ferrer Aliuska López Julia Duporty Liliana Allen 43 s 37                   | Ukraine Anzhela Kravchenko Viktoriya Fomenko Irina Slyusar Antonina Slyusar 43 s 86 |
| 4 × 400 m | États-Unis Natasha Kaiser-Brown Maicel Malone Jearl Miles Michelle Collins 3 min 22 s 27 | Russie Yelena Andreyeva Yelena Golesheva Yelena Ruzina Tatyana Zakharova 3 min 25 s 00 | Cuba Idalmis Bonne Julia Duporty Surella Morales Nancy McLeon 3 min 26 s 35         |
| 10 000 m marche | Olimpiada Ivanova 42 min 30 s 31                                                         | Yelena Saiko 42 min 43 s 23                                                            | Sari Essayah 42 min 45 s 04                                                         |
| Saut en hauteur | Silvia Costa 1,95 m                                                                      | Yelena Topchina 1,93 m                                                                 | Olga Bolşova 1,93 m                                                                 |
| Saut à la perche | Sun Caiyun 4,00 m CR                                                                     | Svetlana Abramova 3,90 m                                                               | Andrea Müller 3,90 m                                                                |
| Saut en longueur | Heike Drechsler 7,12 m                                                                   | Svetlana Moskalets 6,82 m                                                              | Irina Mushailova 6,77 m                                                             |
| Triple saut | Anna Biryukova 14,57 m CR                                                                | Lyudmila Dubkova 13,99 m                                                               | Sheila Hudson 13,97 m                                                               |
| Lancer du poids | Sui Xinmei 20,15 m                                                                       | Huang Zhihong 20,08 m                                                                  | Svetla Mitkova 19,74 m                                                              |
| Lancer du disque | Bárbara Hechevarría 64,84 m                                                              | Olga Chernyavskaya 63,82 m                                                             | Daniela Costian 63,72 m                                                             |
| Lancer du javelot | Trine Hattestad 65,74 m                                                                  | Felicia Țilea 59,48 m                                                                  | Oksana Yarygina 59,30 m                                                             |
| Heptathlon | Jackie Joyner-Kersee 6 606 pts                                                           | Larisa Turchinskaya 6 492 pts                                                          | Ghada Shouaa 6 361 pts                                                              |
| Records et Performances - AR : Record continental (area record) - CR : Record des championnats (championship record) - MR : Record du meeting (meet record) - NR : Record national (national record) - OR : Record olympique (olympic record) - PR : Record paralympique (paralympic record) - PB : Record personnel (personal best) - SB : Meilleure performance personnelle de la saison (season's best) - WL : Meilleure performance mondiale de l'année (world leader) - WJR : Record du monde junior (world junior record) - WR : Record du monde (world record) Circonstances et Conditions - DNF : N'a pas terminé (did not finish) - DNS : N'a pas pris le départ (did not start) - DQ : Disqualification (disqualification) - NM : Aucun essai valable enregistré (No Mark) - Q : Qualifié « directement » au prochain tour (ou à la prochaine compétition), lors d'une compétition majeure, grâce au classement ou à la réalisation des minima (automatic qualifier) - q : Qualifié au prochain tour (ou à la prochaine compétition), lors d'une compétition majeure, grâce au repêchage ou à la réalisation de l'une des meilleures performances parmi celles des « non qualifiés directement » (grâce au meilleur temps ou à la meilleure distance par exemple) (secondary qualifier) |                                                                                          |                                                                                        |                                                                                     |

## Tableau des médailles
| Rang  | Nation      | Or | Argent | Bronze | Total |
| ----- | ----------- | -- | ------ | ------ | ----- |
| 1     | États-Unis  | 18 | 10     | 10     | 38    |
| 2     | Russie      | 10 | 19     | 12     | 41    |
| 3     | Cuba        | 3  | 4      | 2      | 9     |
| 4     | Royaume-Uni | 2  | 2      | 2      | 6     |
| 5     | Kenya       | 2  | 1      | 3      | 6     |
| 6     | Chine       | 2  | 1      | 1      | 4     |
| 7     | Allemagne   | 1  | 0      | 1      | 2     |
| 8=    | Algérie     | 1  | 0      | 0      | 1     |
| 8=    | Mexique     | 1  | 0      | 0      | 1     |
| 8=    | Maroc       | 1  | 0      | 0      | 1     |
| 8=    | Mozambique  | 1  | 0      | 0      | 1     |
| 8=    | Norvège     | 1  | 0      | 0      | 1     |
| 8=    | Slovénie    | 1  | 0      | 0      | 1     |
| 14=   | Irlande     | 0  | 1      | 0      | 1     |
| 14=   | Lettonie    | 0  | 1      | 0      | 1     |
| 14=   | Namibie     | 0  | 1      | 0      | 1     |
| 14=   | Portugal    | 0  | 1      | 0      | 1     |
| 14=   | Roumanie    | 0  | 1      | 0      | 1     |
| 14=   | Somalie     | 0  | 1      | 0      | 1     |
| 14=   | Zambie      | 0  | 1      | 0      | 1     |
| 21=   | Jamaïque    | 0  | 0      | 2      | 2     |
| 21=   | Ukraine     | 0  | 0      | 2      | 2     |
| 23=   | Australie   | 0  | 0      | 1      | 1     |
| 23=   | Bulgarie    | 0  | 0      | 1      | 1     |
| 23=   | Danemark    | 0  | 0      | 1      | 1     |
| 23=   | Finlande    | 0  | 0      | 1      | 1     |
| 23=   | Hongrie     | 0  | 0      | 1      | 1     |
| 23=   | Kazakhstan  | 0  | 0      | 1      | 1     |
| 23=   | Moldavie    | 0  | 0      | 1      | 1     |
| 23=   | Syrie       | 0  | 0      | 1      | 1     |
| 23=   | Ouzbékistan | 0  | 0      | 1      | 1     |
| Total | Total       | 44 | 44     | 44     | 132   |